# Meurtre de Sonya Massey
Le texte peut changer fréquemment, n’est peut-être pas à jour et peut manquer de recul. 
Le titre et la description de l'acte concerné reposent sur la qualification juridique retenue lors de la rédaction de l'article et peuvent évoluer en même temps que celle-ci.
Le meurtre de Sonya Massey est survenu le 6 juillet 2024, lorsqu'un policier, Sean Grayson a abattu Sonya Massey, à Springfield, dans l'Illinois aux États-Unis.

## Contexte
En septembre 2023, des experts mandatés par l'ONU rappellent l'existence d'un « racisme systémique et profondément enraciné » à l'encontre de la communauté noire au sein des systèmes policiers et judiciaires américains, une situation héritée de « l'esclavage ».

## Faits
Selon le bureau du shérif du comté de Sangamon, le 6 juillet 2024, Sonya Massey appelle la police un peu après minuit, car elle soupçonnait une possible tentative d'intrusion chez elle. La vidéo de la caméra corporelle portée par le collègue de Sean Grayson montre les deux officiers arrivant sur les lieux et frappant à la porte de Sonya Massey pour la première fois à 1h12 du matin. Celle-ci ouvre la porte quatre minutes plus tard, à 1h16. « Qu'est-ce qui vous a pris autant de temps à ouvrir la porte ? » demande Sean Grayson. « J'enfilais des vêtements, je suis désolée », répond Sonya Massey, qui semble désorientée et semble avoir des difficultés à comprendre les questions des policiers et à y répondre.
Sean Grayson lui demande alors : « Vous allez bien mentalement ? » ce à quoi Sonya Massey répond : « Oui, j'ai pris mes médicaments ». Avant de conclure l'échange, le policier lui demande alors de lui montrer ses papiers d'identité et entre dans le salon de la femme afro-américaine, suivi par son collègue. Il est 1h18 du matin, selon la vidéo. Alors qu'elle cherche sa pièce d'identité, l'un des policiers lui demande d'éteindre une casserole d'eau qui bout sur la cuisinière « pour éviter un incendie ». Sonya Massey s'exécute et les agents reculent. Elle leur demande pourquoi et l'un d’eux répond en riant qu'il veut « s'éloigner de son eau bouillante ». Sonya Massey le réprimande calmement pour cette attitude, en disant : « Oh, je vous réprimande au nom de Jésus ». « Tu ne devrais pas. Je jure devant Dieu que je tire dans ta putain de tête », lui lance Sean Grayson en sortant son arme. « Je suis désolée », s'excuse dans la foulée Sonya Massey, avec un mouvement de recul pour se mettre à l'abri derrière son comptoir. « Lâche cette putain de casserole », s'écrit le policier, qui ouvre le feu quelques secondes plus tard, tirant à trois reprises et tuant Sonya Massey dans sa cuisine. « Je vais aller chercher mon kit [de secours] », dit alors le partenaire de Sean Grayson, qui a également sorti son arme, mais n'a pas tiré. « Non, c'est une balle dans la tête, mec, elle est morte », répond Sean Grayson. Il indique ensuite qu'il avait peur d'être aspergé d'eau bouillante.
À 1h24, des renforts arrivent sur les lieux. Sean Grayson raconte au shérif que Sonya Massey est venue vers lui avec de l'eau bouillante et avoue lui avoir tiré dessus. Le policier sort enfin de la maison, où l'attendent de nombreux agents, et dit à ses collègues : « Oui, je vais bien, cette putain de salope est juste folle ». « Je pense qu'elle l'avait organisé exprès (...), je n'avais pas le choix » justifie-t-il encore quelques minutes plus tard, alors que des policiers apportent une civière pour transporter le corps de la femme afro-américaine. Selon le médecin légiste Jim Allmon, elle est déclarée morte à 1h47 à l'hôpital St. John's de Springfield, rapporte le State Journal-Register, un quotidien local.

## Enquête
Le policier Sean Grayson, l’auteur des tirs mortels, est inculpé pour meurtre. Il plaide non coupable.

## Réactions
Le 12 juillet 2024, six jours après sa mort, la famille de Sonya Massey organise une manifestation à laquelle ont participé plus de 100 personnes devant le bâtiment administratif du comté de Sangamon, rapporte le State Journal-Register. D'autres manifestations ont lieu les 15 et 16 juillet pour exiger la diffusion des images des caméras d'urgence.
Le 22 juillet 2024, le président américain Joe Biden déclare sur X (anciennement Twitter) : « la famille de Sonya mérite justice. J’ai le cœur brisé pour ses enfants et sa famille alors qu’ils font face à cette perte impensable et insensée ».
Le 23 juillet 2024, l'avocat Benjamin Crump, très engagé dans les affaires de violences policières contre des personnes noires et qui représente la famille de la victime Sonya Massey, qualifie le meurtre d'« insensé ».
Le shérif local, Jack Campbell, qualifie la décision d'ouvrir le feu d'« injustifiable » : l'officier « avait d'autres options », a-t-il déclaré.
La vice-présidente Kamala Harris, candidate démocrate à l'élection présidentielle, déclare à l'avocat Benjamin Crump qu'elle rencontrera la famille de la victime. « Sonya Massey méritait d'être en sécurité », a-t-elle déploré dans sa propre déclaration. « Les images troublantes diffusées hier confirment ce que nous savons des expériences vécues par tant de personnes : nous avons beaucoup de travail à faire pour garantir que notre système de justice porte pleinement son nom », conclut la vice-présidente des États-Unis.
Le 12 août 2025, le gouverneur Pritzker (Illinois) signe la loi Sonya Massey, qui prévoit d’améliorer les vérifications des antécédents avant d’engager tout policier.